# Milionia philippinensis
Milionia philippinensis är en fjärilsart som beskrevs av Rothschild 1895. Milionia philippinensis ingår i släktet Milionia och familjen mätare. Inga underarter finns listade i Catalogue of Life.